# Dystopia World Tour
Dystopia World Tour fue una gira musical mundial de la banda estadounidense de thrash metal Megadeth que comenzó a finales del 2015. Es hasta la fecha la gira más larga de la banda, esto en parte debido a la pandemia covid-19 y a la enfermedad de cáncer que contrajo Dave Mustaine, ya que la gira de tenía prevista culminar en el 2018 pero todo esto atraso los planes. La gira de Megadeth terminó a finales del 2022.

## Historia
El álbum Dystopia (álbum de Megadeth) logró posicionarse en el puesto 3, ante todo pronóstico, del Billboard 200 con un sonido no muy comercial, si se quiere describirlo así, para este disco no participarían el baterista Shawn Drover quien dejó al grupo al término de la última gira luego de 10 años y sin Chris Broderick quien fuese el guitarrista por 8 años. Se especuló mucho sobre si Megadeth iba a continuar o no, las dudas serían aclaradas por David Ellefson quien afirmó que el grupo seguiría adelante a pesar de las 2 bajas. La banda confirmaría que el guitarrista brasileño de la (en ese momento) banda Angra Kiko Loureiro sería el nuevo guitarrista de Megadeth. Esto luego de que Mustaine intentara una vez más reunir a la formación clásica con Marty Friedman y Nick Menza pero nuevamente no llegaron a un acuerdo mutuo, sin embargo el baterista Menza si comenzaría a trabajar con los "2 Dave", como se pudo ver en un vídeo del hijo de Dave Mustaine Justice Mustaine donde aparece Ellefson tocando con un baterista a quien no se le ve el rostro pero que tiempo después se reveló que era Menza. Sin embargo más allá de eso Menza no contó para el grupo para la grabación del disco, el baterista de Lamb Of God Chris Adler sería el baterista del disco ya que solamente sería baterista de estudio y para algunas presentaciones debido a sus compromisos con Lamb Of God.
Con el disco la banda gozaría de una gran popularidad tal como en los años 90' e inclusive lograrían ganar el Premio Grammy a la Mejor Interpretación de Metal por el tema Dystopia (canción) que es considerada la parte 3 de Hangar 18 (canción). para el año 2016 la banda necesita urgentemente un baterista, ya que Adler no podía ser baterista a tiempo completo y los conciertos donde este no tocaba era reemplazado por el técnico de baterías de Megadeth Tony Laureano fue así como el propio Adler recomendó a Dirk Verbeuren Holandés de la banda sueca Soilwork quien fue finalmente elegido como el nuevo baterista a tiempo completo de la banda. Ese mismo año la banda recibiría la trágica noticia de la muerte de Nick Menza siendo de esta forma el segundo miembro de Megadeth en fallecer, el primero sería Gar Samuelson en 1999.
Para el 2017 Megadeth arrancaba el año con la obtención del Grammy sería un año fantástico para el grupo, la gira se tenía pensada termina ese mismo año pero el impacto del disco Dystopia (álbum de Megadeth) ha sido tal que la gira se decidió expandir para el 2018 y posteriormente 2019.
En el 2018 sería especial para los fanes ya que Megadeth interpretaría canciones que el propio Dave Mustaine dijese en una oportunidad no volver a tocar debido a la "magia oscura" que había en dichas canciones como sería los casos de Anarchy in the U.K. que no era tocada desde finales de los 90, y que en un concierto sería tocada con Nikki Sixx de Motley Crue, My Last Words y The Conjuring también serían tocadas, la primera no era interpretada desde 2010 y la segunda desde 2001, siendo esta última la más esperada por los fanes de Megadeth
En el 2019 Megadeth, de entre todas sus fechas, están 2 en particular que eran su presencia en el Rock In Rio en Brasil, donde no tocaban en dicho festival en dicho país desde 1991, y un concierto especial el 30 de octubre donde tenían planeado tocar el disco Youthanasia completo y grabar dicha presentación para un DVD, tal cual como con Rust In Peace y Countdown To Extinction y el inicio del llamado "MegaCruise" un festival realizado a través de un crucero a través del mar. Pero desafortunadamente al líder de la banda Dave Mustaine se le fue diagnosticado Cáncer en la garganta por lo que la banda se tubo que ver en la obligación de cancelar todos sus conciertos ya programados, exceptuando el "MegaCruise" que no fue necesaria la participación de Megadeth y que el mismo Mustaine no acudiría por sus problemas con el cáncer. Sin embargo a finales del año el propio Mustaine confirmó en sus redes sociales que ya se encontraba en la etapa final de recuperación y confirmó que la gira continuaría con nuevas fechas ya programas con la banda Five Finger Death Punch para el 2020.
Para el 2020 Megadeth volvió a los escenarios con Mustaine triunfante ante el cáncer como lo confirmó en el concierto realizado en Dinamarca donde declaró que se encontraba 100% libre del cáncer. Durante su presentación en París la banda invitó a la hija de Dave, Electra Mustaine, para que cantara junto a su padre la canción A Tout Le Monde por celebración del cumpleaños de Electra. El día 10 de febrero se confirma que Megadeth junto a Lamb Of God, Trivium e In Flames harán una gira conjunta de 2 etapas por lo que resta del año 2020 por los Estados Unidos.
Estas últimas presentaciones se verían aplazadas para el año 2021 debido a la pandemia ocasionada por el virus COVID-19.

## Fechas
| 18 de julio de 2015      | Quebec City              | Canadá          | Festival d'été de Québec                                    |
| Asia                     |                          |                 |                                                             |
| 6 de octubre de 2015     | Beijing                  | China           | Hui Yuan M Zone Center                                      |
| 8 de octubre de 2015     | Shanghái                 | China           | Shanghai Indoor Stadium                                     |
| 11 de octubre de 2015    | Saitama                  | Japón           | Loud Park                                                   |
| 13 de octubre de 2015    | Osaka                    | Japón           | ORIX Gekijou                                                |
| Oceanía                  |                          |                 |                                                             |
| 16 de octubre de 2015    | Perth                    | Australia       | Metro City Concert Club                                     |
| 18 de octubre de 2015    | Sídney                   | Australia       | Hordern Pavilion                                            |
| 19 de octubre de 2015    | Melbourne                | Australia       | Festival Hall                                               |
| 21 de octubre de 2015    | Brisbane                 | Australia       | Eatons Hill Hotel & Function Centre                         |
| Asia                     |                          |                 |                                                             |
| 24 de octubre de 2015    | Shillong                 | India           | NH7 Weekender                                               |
| 28 de octubre de 2015    | Bangalore                | India           | CounterCulture                                              |
| 30 de octubre de 2015    | Mumbai                   | India           | Harley Rock Riders                                          |
| 1 de noviembre de 2015   | Kolkata                  | India           | NH7 Weekender                                               |
| Europa                   |                          |                 |                                                             |
| 4 de noviembre de 2015   | Moscú                    | Rusia           | Stadium Live                                                |
| 5 de noviembre de 2015   | San Petersburgo          | Rusia           | A2                                                          |
| 9 de noviembre de 2015   | Dublín                   | Irlanda         | 3Arena                                                      |
| 11 de noviembre de 2015  | Glasgow                  | Escocia         | Braehead Arena Glasgow                                      |
| 12 de noviembre de 2015  | Mánchester               | Inglaterra      | O2 Apollo Mánchester                                        |
| 13 de noviembre de 2015  | Londres                  | Inglaterra      | 12 Bar Club                                                 |
| 14 de noviembre de 2015  | Londres                  | Inglaterra      | The SSE Arena                                               |
| 15 de noviembre de 2015  | Birmingham               | Inglaterra      | O2 Academy                                                  |
| Norteamérica             |                          |                 |                                                             |
| 5 de diciembre de 2015   | Toluca                   | México          | Knotfest                                                    |
| Europa                   |                          |                 |                                                             |
| 19 de diciembre de 2015  | Newcastle                | Inglaterra      | UK at Christmas Rocks                                       |
| Norteamérica             |                          |                 |                                                             |
| 20 de febrero de 2016    | Dallas                   | Estados Unidos  | South Side Ballroom                                         |
| 21 de febrero de 2016    | Houston                  | Estados Unidos  | Revention Music Center                                      |
| 23 de febrero de 2016    | Denver                   | Estados Unidos  | Fillmore Auditorium                                         |
| 24 de febrero de 2016    | Salt Lake City           | Estados Unidos  | The Complex                                                 |
| 26 de febrero de 2016    | Las Vegas                | Estados Unidos  | Pearl Concert Theater at Palms Casino Resort                |
| 27 de febrero de 2016    | Phoenix                  | Estados Unidos  | Comerica Theatre                                            |
| 28 de febrero de 2016    | Los Ángeles              | Estados Unidos  | Hollywood Palladium                                         |
| 29 de febrero de 2016    | San Francisco            | Estados Unidos  | The Warfield                                                |
| 5 de marzo de 2016       | Penticton                | Canadá          | South Okanagan Events Centre                                |
| 6 de marzo de 2016       | Calgary                  | Canadá          | Grey Eagle Resort & Casino                                  |
| 8 de marzo de 2016       | Dawson Creek             | Canadá          | Encana Events Centre                                        |
| 9 de marzo de 2016       | Edmonton                 | Canadá          | Rexall Place                                                |
| 10 de marzo de 2016      | Moose Jaw                | Canadá          | Mosaic Place                                                |
| 12 de marzo de 2016      | Maplewood                | Estados Unidos  | Myth                                                        |
| 13 de marzo de 2016      | Chicago                  | Estados Unidos  | Aragon Ballroom                                             |
| 15 de marzo de 2016      | Niagara Falls            | Estados Unidos  | Rapids Theatre                                              |
| 16 de marzo de 2016      | New York                 | Estados Unidos  | Terminal 5                                                  |
| 17 de marzo de 2016      | New York                 | Estados Unidos  | Terminal 5                                                  |
| 19 de marzo de 2016      | Bethlehem                | Estados Unidos  | Sands Bethlehem Event Center                                |
| 20 de marzo de 2016      | Filadelfia               | Estados Unidos  | Electric Factory                                            |
| 21 de marzo de 2016      | Boston                   | Estados Unidos  | House of Blues                                              |
| 23 de marzo de 2016      | Bangor                   | Estados Unidos  | Cross Insurance Center                                      |
| 24 de marzo de 2016      | Quebec City              | Canadá          | Centre Vidéotron                                            |
| 28 de abril de 2016      | Puerto Rico              | Puerto Rico     | Coliseo José Miguel Agrelot                                 |
| 30 de abril de 2016      | Fort Myers               | Estados Unidos  | Fort Rock                                                   |
| 1 de mayo de 2016        | Jacksonville             | Estados Unidos  | Welcome to Rockville                                        |
| 2 de mayo de 2016        | Atlanta                  | Estados Unidos  | Tabernacle                                                  |
| 4 de mayo de 2016        | Norfolk                  | Estados Unidos  | Captain Slade Cutter Athletic Park                          |
| 5 de mayo de 2016        | Silver Spring            | Estados Unidos  | The Fillmore Silver Spring                                  |
| 7 de mayo de 2016        | Concord                  | Estados Unidos  | Carolina Rebellion                                          |
| 20 de mayo de 2016       | Columbus                 | Estados Unidos  | Rock on the Range                                           |
| 22 de mayo de 2016       | Schaghticoke             | Estados Unidos  | Rock 'N Derby                                               |
| 26 de mayo de 2016       | Sioux Falls              | Estados Unidos  | Badlands Pawn, Gold & Jewelry                               |
| 27 de mayo de 2016       | Pryor                    | Estados Unidos  | Rocklahoma                                                  |
| 29 de mayo de 2016       | Texas                    | Estados Unidos  | River City Rockfest                                         |
| Europa                   |                          |                 |                                                             |
| 2 de junio de 2016       | Monza                    | Italia          | Gods of Metal                                               |
| 3 de junio de 2016       | Bologna                  | Italia          | Estragon                                                    |
| 5 de junio de 2016       | Nijmegen                 | Países Bajos    | FortaRock                                                   |
| 7 de junio de 2016       | Łódź                     | Polonia         | Power Festival                                              |
| 9 de junio de 2016       | Norje                    | Suecia          | Sweden Rock Festival                                        |
| 11 de junio de 2016      | Castle Donington         | Inglaterra      | Download Festival                                           |
| 12 de junio de 2016      | París                    | Francia         | Download Festival                                           |
| 14 de junio de 2016      | Groningen                | Países Bajos    | De Oosterpoort                                              |
| 15 de junio de 2016      | Pratteln                 | Suiza           | Z7 Konzertfabrik                                            |
| 16 de junio de 2016      | Esch-sur-Alzette         | Luxemburgo      | Rockhal Main Hall                                           |
| 17 de junio de 2016      | Dessel                   | Bélgica         | Graspop Metal Meeting                                       |
| 19 de junio de 2016      | Clisson                  | Francia         | Hellfest                                                    |
| 22 de junio de 2016      | Berlín                   | Alemania        | Huxley's Neue Welt                                          |
| 23 de junio de 2016      | Hamburgo                 | Alemania        | Docks                                                       |
| 24 de junio de 2016      | Copenhague               | Dinamarca       | Copenhell                                                   |
| 25 de junio de 2016      | Halden                   | Noruega         | Tons of Rock                                                |
| 28 de junio de 2016      | Colonia                  | Alemania        | Live Music Hall,                                            |
| 29 de junio de 2016      | Fráncfort del Meno       | Alemania        | Batschkapp                                                  |
| 30 de junio de 2016      | Múnich                   | Alemania        | Tonhalle                                                    |
| 2 de julio de 2016       | Rishon LeZion            | Israel          | Live Park                                                   |
| 5 de julio de 2016       | Atenas                   | Grecia          | Piraeus 117 Academy                                         |
| 7 de julio de 2016       | Sofía                    | Bulgaria        | Universiada Hall                                            |
| 10 de julio de 2016      | Estambul                 | Turquía         | Rock Off                                                    |
| 13 de julio de 2016      | Bucarest                 | Rumania         | Arenele Romane                                              |
| Suramérica               |                          |                 |                                                             |
| 30 de julio de 2016      | Quito                    | Ecuador         | El Teleférico                                               |
| 2 de agosto de 2016      | Chile                    | Chile           | Teatro Caupolicán                                           |
| 4 de agosto de 2016      | Neuquén                  | Argentina       | Estadio Ruca Che                                            |
| 5 de agosto de 2016      | Neuquén                  | Argentina       | Estadio Ruca Che                                            |
| 7 de agosto de 2016      | São Paulo                | Brasil          | Espaço das Américas                                         |
| 9 de agosto de 2016      | Belo Horizonte           | Brasil          | Expominas                                                   |
| 12 de agosto de 2016     | Brasilia                 | Brasil          | NET Live Brasília                                           |
| 13 de agosto de 2016     | Fortaleza                | Brasil          | Siará Hall                                                  |
| 16 de agosto de 2016     | Porto Alegre             | Brasil          | Pepsi On Stage                                              |
| 18 de agosto de 2016     | Curitiba                 | Brasil          | Spazio Van                                                  |
| 20 de agosto de 2016     | Fernando de la Mora      | Paraguay        | Club Sport Colombia (Concierto no culminado por disturbios) |
| 22 de agosto de 2016     | Buenos Aires             | Argentina       | Estadio Luna Park                                           |
| 23 de agosto de 2016     | Buenos Aires             | Argentina       | Four Seasons Hotel (Concierto acústico sorpresa)            |
| 23 de agosto de 2016     | Buenos Aires             | Argentina       | Estadio Luna Park                                           |
| Norteamérica             |                          |                 |                                                             |
| 26 de agosto de 2016     | El Salvador              | El Salvador     | Estadio Jorge "Mágico" González                             |
| 29 de agosto de 2016     | Ciudad de México         | México          | Pepsi Center WTC                                            |
| 30 de agosto de 2016     | Zapopan                  | México          | Teatro Estudio Cavaret                                      |
| 1 de septiembre de 2016  | Santiago de Querétaro    | México          | Plaza de Toros Santa María                                  |
| 3 de septiembre de 2016  | Monterrey                | México          | México Metal Fest                                           |
| 4 de septiembre de 2016  | Tijuana                  | México          | Plaza Monumental                                            |
| 20 de septiembre de 2016 | Casper                   | Estados Unidos  | Casper Events Center                                        |
| 22 de septiembre de 2016 | Las Vegas                | Estados Unidos  | The Joint at Hard Rock Hotel                                |
| 24 de septiembre de 2016 | San Bernardino           | Estados Unidos  | Ozzfest Meets Knotfest                                      |
| 27 de septiembre de 2016 | Seattle                  | Estados Unidos  | WaMu Theater                                                |
| 28 de septiembre de 2016 | Eugene                   | Estados Unidos  | Matthew Knight Arena                                        |
| 29 de septiembre de 2016 | California               | Estados Unidos  | City National Civic                                         |
| 1 de octubre de 2016     | Broomfield               | Estados Unidos  | 1st Bank Center                                             |
| 3 de octubre de 2016     | Council Bluffs           | Estados Unidos  | Mid America Center                                          |
| 4 de octubre de 2016     | St. Paul                 | Estados Unidos  | Roy Wilkins Auditorium                                      |
| 5 de octubre de 2016     | Hoffman Estates          | Estados Unidos  | Sears Centre Arena                                          |
| 7 de octubre de 2016     | Moline                   | Estados Unidos  | iWireless Center                                            |
| 8 de octubre de 2016     | Milwaukee                | Estados Unidos  | UW-Milwaukee Panther Arena                                  |
| 9 de octubre de 2016     | Detroit                  | Estados Unidos  | Joe Louis Arena                                             |
| 11 de octubre de 2016    | Bethlehem                | Estados Unidos  | Sands Bethlehem Event Center                                |
| 12 de octubre de 2016    | Worcester                | Estados Unidos  | DCU Center                                                  |
| 13 de octubre de 2016    | Uncasville               | Estados Unidos  | Mohegan Sun Arena                                           |
| 14 de octubre de 2016    | Newark                   | Estados Unidos  | Prudential Center                                           |
| 16 de octubre de 2016    | Camden                   | Estados Unidos  | BB&T Pavilion                                               |
| 12 de diciembre de 2016  | Brooklyn                 | Estados Unidos  | Saint Vitus Bar                                             |
| 13 de diciembre de 2016  | Nueva York               | Estados Unidos  | Webster Hall                                                |
| 15 de diciembre de 2016  | Nueva York               | Estados Unidos  | Late Night with Seth Meyers                                 |
| 16 de diciembre de 2016  | Boston                   | Estados Unidos  | Hard Rock Cafe                                              |
| 11 de marzo de 2017      | Fallbrook                | Estados Unidos  | Megadeth Boot Camp                                          |
| Asia                     |                          |                 |                                                             |
| 29 de abril de 2017      | Quezon City              | Filipinas       | PULP Summer Slam                                            |
| 2 de mayo de 2017        | Singapur                 | Singapur        | Kallang Theatre                                             |
| 4 de mayo de 2017        | Kuala Lumpur             | Malasia         | Stadium Negara                                              |
| 7 de mayo de 2017        | Ancol                    | Indonesia       | Hammersonic Metal Festival                                  |
| 10 de mayo de 2017       | Kowloon                  | Hong Kong       | KITEC Star Hall                                             |
| 12 de mayo de 2017       | Shanghái                 | China           | Bandai Namco Dream Hall                                     |
| 14 de mayo de 2017       | Beijing                  | China           | Tango                                                       |
| 17 de mayo de 2017       | Osaka                    | Japón           | Zepp Osaka Bayside                                          |
| 18 de mayo de 2017       | Tokio                    | Japón           | Zepp DiverCity Tokyo                                        |
| 19 de mayo de 2017       | Tokio                    | Japón           | Zepp DiverCity Tokyo                                        |
| Norteamérica             |                          |                 |                                                             |
| 23 de junio de 2017      | Big Flats                | Estados Unidos  | Tag's Summer Stage                                          |
| 24 de junio de 2017      | Montebello               | Canadá          | Amnesia Rockfest                                            |
| 25 de junio de 2017      | Boston                   | Estados Unidos  | House of Blues                                              |
| 27 de junio de 2017      | Filadelfia               | Estados Unidos  | The Fillmore Philadelphia                                   |
| 28 de junio de 2017      | Portsmouth               | Estados Unidos  | Portsmouth Pavilion                                         |
| 29 de junio de 2017      | Silver Spring            | Estados Unidos  | The Fillmore Silver Spring                                  |
| 30 de junio de 2017      | Columbus                 | Estados Unidos  | EXPRESS LIVE!                                               |
| 2 de julio de 2017       | Cincinnati               | Estados Unidos  | PNC Pavilion at Riverbend                                   |
| 3 de julio de 2017       | Cleveland                | Estados Unidos  | Jacobs Pavilion at Nautica                                  |
| 5 de julio de 2017       | Windsor                  | Canadá          | The Colosseum at Caesars Windsor                            |
| 7 de julio de 2017       | St. Charles              | Estados Unidos  | Family Arena                                                |
| 8 de julio de 2017       | Oklahoma City            | Estados Unidos  | Zoo Amphitheatre                                            |
| 9 de julio de 2017       | Houston                  | Estados Unidos  | Revention Music Center                                      |
| 11 de julio de 2017      | Pittsburgh               | Estados Unidos  | Stage AE                                                    |
| 13 de julio de 2017      | Oshkosh                  | Estados Unidos  | Rock USA Festival                                           |
| 14 de julio de 2017      | Bridgeview               | Estados Unidos  | Chicago Open Air                                            |
| 15 de julio de 2017      | Cadott                   | Estados Unidos  | Rock Fest                                                   |
| Europa                   |                          |                 |                                                             |
| 25 de julio de 2017      | Moscú                    | Rusia           | Stadium Live                                                |
| 28 de julio de 2017      | Kuopio                   | Finlandia       | Kuopio RockCock                                             |
| 30 de julio de 2017      | Estocolmo                | Suecia          | Gröna Lund                                                  |
| 1 de agosto de 2017      | Oslo                     | Noruega         | Sentrum Scene                                               |
| 2 de agosto de 2017      | Copenhague               | Dinamarca       | Store Vega                                                  |
| 4 de agosto de 2017      | Wacken                   | Alemania        | Wacken Open Air                                             |
| 5 de agosto de 2017      | De Veenhoop              | Países Bajos    | Feesttent                                                   |
| 6 de agosto de 2017      | Lokeren                  | Bélgica         | Lokerse Feesten                                             |
| 8 de agosto de 2017      | Sesto San Giovanni       | Italia          | Carroponte                                                  |
| 11 de agosto de 2017     | Villena                  | España          | Leyendas del Rock                                           |
| 13 de agosto de 2017     | Walton upon Trent        | Inglaterra      | Bloodstock Open Air                                         |
| 15 de agosto de 2017     | Tilburg                  | Países Bajos    | Poppodium 013                                               |
| 16 de agosto de 2017     | Pratteln                 | Suiza           | Z7 Konzertfabrik                                            |
| 17 de agosto de 2017     | Dinkelsbühl              | Alemania        | Summer Breeze                                               |
| 19 de agosto de 2017     | Hamburgo                 | Alemania        | Elbriot                                                     |
| 9 de septiembre de 2017  | Londres                  | Inglaterra      | UK at The Underworld                                        |
| Norteamérica             |                          |                 |                                                             |
| 14 de septiembre de 2017 | Reading                  | Estados Unidos  | Santander Arena                                             |
| Europa                   |                          |                 |                                                             |
| 15 de septiembre de 2017 | Stoke-on-Trent           | Inglaterra      | Eleven                                                      |
| Norteamérica             |                          |                 |                                                             |
| 16 de septiembre de 2017 | Nueva York               | Estados Unidos  | Madison Square Garden                                       |
| 17 de septiembre de 2017 | Hampton Beach            | Estados Unidos  | Hampton Beach Casino Ballroom                               |
| 19 de septiembre de 2017 | Laval                    | Canadá          | Place Bell                                                  |
| 21 de septiembre de 2017 | Henrietta                | Estados Unidos  | Dome Arena                                                  |
| 22 de septiembre de 2017 | Toronto                  | Canadá          | Budweiser Stage                                             |
| 23 de septiembre de 2017 | Rosemont                 | Estados Unidos  | Allstate Arena                                              |
| 25 de septiembre de 2017 | Broomfield               | Estados Unidos  | 1st Bank Center                                             |
| 26 de septiembre de 2017 | West Valley              | Estados Unidos  | USANA Amphitheatre                                          |
| 28 de septiembre de 2017 | Garden City              | Estados Unidos  | Revolution Concert House & Event Center                     |
| 29 de septiembre de 2017 | Spokane                  | Estados Unidos  | Spokane Arena                                               |
| 30 de septiembre de 2017 | Tacoma                   | Estados Unidos  | Tacoma Dome                                                 |
| 3 de octubre de 2017     | Reno                     | Estados Unidos  | Grand Sierra Theatre                                        |
| 4 de octubre de 2017     | Oklahoma                 | Estados Unidos  | Oracle Arena                                                |
| 6 de octubre de 2017     | Las Vegas                | Estados Unidos  | Pearl Concert Theater at Palms Casino Resort                |
| 7 de octubre de 2017     | Inglewood                | Estados Unidos  | The Forum                                                   |
| Suramérica               |                          |                 |                                                             |
| 29 de octubre de 2017    | Chile                    | Chile           | Santiago Gets Louder                                        |
| 31 de octubre de 2017    | São Paulo                | Brasil          | Espaço das Américas                                         |
| 1 de noviembre de 2017   | Río de Janeiro           | Brasil          | Vivo Rio                                                    |
| 4 de noviembre de 2017   | Villa Martelli           | Argentina       | Monsters of Rock                                            |
| Norteamérica             |                          |                 |                                                             |
| 29 de abril de 2018      | Tijuana                  | México          | Fronterizo Fest                                             |
| 5 de mayo de 2018        | Ciudad de México         | México          | Hell & Heaven Metal Fest                                    |
| 21 de mayo de 2018       | Zapopan                  | México          | Auditorio Telmex                                            |
| Europa                   |                          |                 |                                                             |
| 5 de junio de 2018       | Oslo                     | Noruega         | Oslo Spektrum                                               |
| 6 de junio de 2018       | Malmö                    | Suecia          | Kulturbolaget                                               |
| 8 de junio de 2018       | Hyvinkää                 | Finlandia       | Rockfest                                                    |
| 10 de junio de 2018      | Copenhague               | Dinamarca       | Royal Arena                                                 |
| 12 de junio de 2018      | Pilsen                   | República Checa | Home Monitoring Aréna                                       |
| 13 de junio de 2018      | Katowice                 | Polonia         | Spodek                                                      |
| 14 de junio de 2018      | Nickelsdorf              | Austria         | Nova Rock                                                   |
| 16 de junio de 2018      | Londres                  | Inglaterra      | Stone Free                                                  |
| 18 de junio de 2018      | Esch-sur-Alzette         | Luxemburgo      | Rockhal Club                                                |
| 19 de junio de 2018      | Friburgo de Brisgovia    | Alemania        | Sick-Arena                                                  |
| 20 de junio de 2018      | Mannheim                 | Alemania        | Zeltfestival Rhein Neckar                                   |
| 22 de junio de 2018      | Leipzig                  | Alemania        | Matapaloz Festival                                          |
| 23 de junio de 2018      | Dessel                   | Bélgica         | Graspop Metal Meeting                                       |
| 24 de junio de 2018      | Clisson                  | Francia         | Hellfest                                                    |
| 26 de junio de 2018      | Dübendorf                | Suiza           | Samsung Hall                                                |
| 28 de junio de 2018      | Roma                     | Italia          | Rock in Roma                                                |
| 30 de junio de 2018      | Verona                   | Italia          | Rock the Castle                                             |
| 4 de julio de 2018       | Estrasburgo              | Francia         | La Laiterie                                                 |
| 5 de julio de 2018       | Villeurbanne             | Francia         | Transbordeur                                                |
| 7 de julio de 2018       | Santa Coloma de Gramenet | España          | Rock Fest BCN                                               |
| 8 de julio de 2018       | Madrid                   | España          | WiZink Center                                               |
| 10 de julio de 2018      | Oeiras                   | Portugal        | Parque dos Poetas                                           |
| 13 de julio de 2018      | Vivero                   | España          | Resurrection Fest                                           |
| Asia                     |                          |                 |                                                             |
| 27 de octubre de 2018    | Yogyakarta               | Indonesia       | JogjaROCKarta Festival                                      |
| Europa                   |                          |                 |                                                             |
| 27 de julio de 2019      | Prestwich                | Inglaterra      | Festwich                                                    |
| 24 de agosto de 2019     | Wolverhampton            | Inglaterra      | WV1 Fest                                                    |
| 20 de enero de 2020      | Helsinki                 | Finlandia       | Hartwall Arena                                              |
| 22 de enero de 2020      | Estocolmo                | Suecia          | Hovet                                                       |
| 23 de enero de 2020      | Oslo                     | Noruega         | Spektrum                                                    |
| 24 de enero de 2020      | Copenhague               | Dinamarca       | Royal Arena                                                 |
| 26 de enero de 2020      | Ámsterdam                | Países Bajos    | AFAS Live                                                   |
| 28 de enero de 2020      | París                    | Francia         | Le Zenith                                                   |
| 30 de enero de 2020      | Cardiff                  | Gales           | Cardiff Motorpoint Arena                                    |
| 31 de enero de 2020      | Londres                  | Inglaterra      | The SSE Arena Wembley                                       |
| 2 de febrero de 2020     | Esch-sur-Alzette         | Luxemburgo      | Rockhal                                                     |
| 3 de febrero de 2020     | Berlín                   | Alemania        | Max-Schmeling-Halle                                         |
| 4 de febrero de 2020     | Hamburgo                 | Alemania        | Sporthalle                                                  |
| 6 de febrero de 2020     | Fráncfort del Meno       | Alemania        | Festhalle                                                   |
| 8 de febrero de 2020     | Oberhausen               | Alemania        | Konig-Pilsener Arena                                        |
| 9 de febrero de 2020     | Stuttgart                | Alemania        | Schleyerhalle                                               |
| 10 de febrero de 2020    | Múnich                   | Alemania        | Olympiahalle                                                |
| 12 de febrero de 2020    | Varsovia                 | Polonia         | Torwar                                                      |
| 14 de febrero de 2020    | Prague                   | República Checa | Tipsport Arena                                              |
| 16 de febrero de 2020    | Milán                    | Italia          | Alcatraz                                                    |
| 17 de febrero de 2020    | Zúrich                   | Suiza           | Hallenstadion                                               |
| 19 de febrero de 2020    | Viena                    | Austria         | Wiener Stadthalle                                           |
| 20 de febrero de 2020    | Budapest                 | Hungría         | Sportarena                                                  |
| 22 de febrero de 2020    | Sofía                    | Bulgaria        | Arena Armeec                                                |
| Norteamérica             |                          |                 |                                                             |
| 11 de septiembre de 2021 | Virginia                 | Estados Unidos  | Blue Ridge Rock Fest 2021                                   |
| 29 de septiembre de 2021 | Iowa                     | Estados Unidos  | Knotfest                                                    |
| Norteamérica             |                          |                 |                                                             |
| 20 de mayo del 2022      | Florida                  | Estados Unidos  | Daytona International Speedway                              |
| Europa                   |                          |                 |                                                             |
| 3 de junio de 2022       | Tampere                  | Finlandia       | Hyvinkää Airport                                            |
| 5 de junio de 2022       | Oslo                     | Noruega         | Sentrum Scene                                               |
| 7 de junio de 2022       | Copenhague               | Dinamarca       | Falkoner Theatre                                            |
| 8 de junio de 2022       | Solvesburg               | Suecia          | Sweden Rock                                                 |
| 11 de junio de 2022      | Derbi (Inglaterra)       | Inglaterra      | Download Festival                                           |
| 14 de junio de 2022      | Mönchengladbach          | Alemania        | SparkassenPark                                              |
| 15 de junio de 2022      | Berlín                   | Alemania        | Parkbuhne Wuhlheide                                         |
| 17 de junio de 2022      | Dessel                   | Bélgica         | Graspop Metal Meeting                                       |
| 18 de junio de 2022      | Clansson (Val de Moine)  | Francia         | Hell Fest                                                   |
| 20 de junio de 2022      | Róterdam                 | Países Bajos    | Rotterdam Ahoy                                              |
| 22 de junio de 2022      | Zúrich                   | Suiza           | Komplex 457                                                 |
| 24 de junio de 2022      | Clansson (Val de Moine)  | Francia         | Hell Fest                                                   |
| 26 de junio de 2022      | Verona                   | Italia          | Rock The Castle 2022                                        |
| 30 de junio de 2022      | Lisboa                   | Portugal        | VOA heavy Rock festival                                     |
| 2 de julio de 2022       | Barcelona                | España          | Parc de Can Zam                                             |

## The Metal Tour Of The Year
The Metal Tour Of The Year Es una gira de conciertos por los Estados Unidos, organizada por Megadeth en colaboración con Trivium, Lamb Of God e In Flames. En un principio está gira estaba programada para el 2020 pero debido a los acontecimientos del COVID-19 fue reprogramada para el 2021.
Sin embargo la agrupación In Flames anunció que no sería parte de esta gira debido al confinamiento que hubo en su país de origen Suecia su lugar lo ocuparía la banda estadounidense Hardbreed.
En enero del 2022 se anunció una segunda parte del tour con las mismas agrupaciones del cartel original, (Megadeth, Lamb Of God, Trivium e In Flames.
Fechas
| 20 de agosto de 2021     | Austin (Texas)        | Estados Unidos | Germania Insurance Amphitheatre           |
| 21 de agosto de 2021     | Irving (Texas)        | Estados Unidos | The Pavilion At Toyota Music Factory      |
| 22 de agosto de 2021     | Woodlands (Texas)     | Estados Unidos | The Cynthia Woods Mitchell Pavilion       |
| 24 de agosto de 2021     | El paso (Texas)       | Estados Unidos | Don Haskin center                         |
| 25 de agosto de 2021     | Alburquerque          | Estados Unidos | Isleta Amphitheatre                       |
| 27 de agosto de 2021     | Denver                | Estados Unidos | Ball Arena                                |
| 29 de agosto de 2021     | Phoenix (Arizona)     | Estados Unidos | Arizona Federal Theater                   |
| 31 de agosto de 2021     | Reno (Nevada)         | Estados Unidos | Reno Events Center                        |
| 1 de septiembre de 2021  | Irvine (California)   | Estados Unidos | FivePoints Theater                        |
| 2 de septiembre de 2021  | Concord (California)  | Estados Unidos | Concord Pavilion                          |
| 3 de septiembre de 2021  | New York              | Estados Unidos | Darien Like Amphitheater                  |
| 4 de septiembre de 2021  | Portland (Oregón)     | Estados Unidos | Moda Center                               |
| 5 de septiembre de 2021  | New Jersey            | Estados Unidos | BB&T Pavilion                             |
| 6 de septiembre de 2021  | Auburn (Wisconsin)    | Estados Unidos | White River Amphitheatre                  |
| 7 de septiembre de 2021  | Indiana               | Estados Unidos | Ruoff Music Center                        |
| 9 de septiembre de 2021  | Chicago               | Estados Unidos | Hollywood Casino Amphitheatre             |
| 12 de septiembre de 2021 | Watagh                | Estados Unidos | NorthWell Health at Jones Beach Theater   |
| 13 de septiembre de 2021 | Boston                | Estados Unidos | Leader Bank Pavilion                      |
| 15 de septiembre de 2021 | Camden (New Jersey)   | Estados Unidos | BB&T Pavilion                             |
| 16 de septiembre de 2021 | Holmdel               | Estados Unidos | PNC Bank Arts Center                      |
| 18 de septiembre de 2021 | Noblesville (Indiana) | Estados Unidos | Ruoff Music Center                        |
| 19 de septiembre de 2021 | Clarkston (Minnesota) | Estados Unidos | DTE Energy Music Theatre                  |
| 20 de septiembre de 2021 | Cincinnati            | Estados Unidos | PNC Pavilion                              |
| 22 de septiembre de 2021 | Rogers (Oregón)       | Estados Unidos | Walmart AMP                               |
| 24 de septiembre de 2021 | Mount Pleasant        | Estados Unidos | Soaring Eagle Casino Amphitheatre         |
| 26 de septiembre de 2021 | St. Louis             | Estados Unidos | Hollywood Casino Amphitheatre - St. Louis |
| 28 de septiembre de 2021 | Minneapolis           | Estados Unidos | Armory                                    |
| 9 de abril de 2022       | Las Vegas             | Estados Unidos | Michelob Ultra Arena                      |
| 10 de abril de 2022      | Tuczon                | Estados Unidos | Tucson Arena                              |
| 12 de abril de 2022      | Colorado Springs      | Estados Unidos | Broadmoor World Arena                     |
| 14 de abril de 2022      | Corpus Christi        | Estados Unidos | American Bank Center                      |
| 15 de abril de 2022      | Lafayette             | Estados Unidos | Lafayette Cajundome                       |
| 16 de abril de 2022      | Brandon               | Estados Unidos | Brandon Ampitheater                       |
| 19 de abril de 2022      | Grandes Rapids        | Estados Unidos | Van Andel Arena                           |
| 21 de abril de 2022      | Ford Wayne            | Estados Unidos | Allen County War Memorial Coliseum        |
| 22 de abril de 2022      | Green Bay             | Estados Unidos | Resch Center                              |
| 24 de abril de 2022      | Siox Fall             | Estados Unidos | Denny Sanford PREMIER Center              |
| 26 de abril de 2022      | Omaha                 | Estados Unidos | Baxter Arena                              |
| 27 de abril de 2022      | Cesar Rapids          | Estados Unidos | Alliant Energy PowerHouse                 |
| 29 de abril de 2022      | Kansas City           | Estados Unidos | T-Mobile Center                           |
| 30 de abril de 2022      | Tulsa                 | Estados Unidos | BOK Center                                |
| 3 de mayo de 2022        | Charleston            | Estados Unidos | North Charleston Coliseum                 |
| 4 de mayo de 2022        | Greenville            | Estados Unidos | Bon Secours Wellness Arena                |
| 6 de mayo de 2022        | Nashville             | Estados Unidos | Bridgestone Arena                         |
| 7 de mayo de 2022        | Peoria                | Estados Unidos | Peoria Civic Center                       |
| 9 de mayo de 2022        | Pittsburgh            | Estados Unidos | Petersen Events Center                    |
| 10 de mayo de 2022       | Rochester             | Estados Unidos | Blue Cross Arena                          |
| 12 de mayo de 2022       | Portland              | Estados Unidos | Cross Insurance Arena                     |
| 13 de mayo de 2022       | Cincinnati            | Estados Unidos | Mohegan Sun Arena                         |
| 15 de mayo de 2022       | Pensilvania           | Estados Unidos | PPL Center                                |
| 17 de mayo de 2022       | Laval                 | Canadá         | Place Bell                                |
| 18 de mayo de 2022       | Toronto               | Canadá         | Budweiser Stage                           |
| 19 de mayo de 2022       | Quebec City           | Canadá         | Centre Vidéotron                          |

## Canciones interpretadas en la gira
De Killing Is My Business... And Business Is Good!:
- "Rattlehead"
- "Mechanix"

De Peace Sells... But Who's Buying?:
- "Wake Up Dead"
- "Peace Sells"
- "The Conjuring"
- "My Last Words"

De So Far, So Good... So What!:
- "In My Darkest Hour"
- "Anarchy in the U.K." (Junto a Nikki Sixx bajista de Motley Crue durante el Hellfest del año 2018)

De Rust in Peace:
- "Holy Wars... The Punishment Due"
- "Hangar 18"
- "Take No Prisoners"
- "Poison Was the Cure"
- "Tornado of Souls"
- "Dawn Patrol"

De Countdown to Extinction:
- "Symphony of Destruction"
- "Skin o' My Teeth"
- "Sweating Bullets"

De Youthanasia:
- "À Tout le Monde"

De Hidden Treasures:
- "Angry Again"

De Cryptic Writings:
- "She-Wolf"
- "Trust"

De The World Needs a Hero:
- "Dread and the Fugitive Mind"

De Thirteen:
- "Public Enemy No. 1"

De Super Collider:
- "Kingmaker"

De Dystopia:
- "The Threat Is Real"
- "Dystopia"
- "Poisonous Shadows"
- "Post American World"
- "Conquer or Die"
- "Lying in State"

## Personal
- Dave Mustaine: Voz y guitarra.
- Kiko Loureiro: Guitarra y coros.
- David Ellefson: Bajo y coros (2015 - 2020).
- Chris Adler: Batería (2015 - 2016).
- Tony Laureano: Batería (2015 - 2016) (Solo cuando Adler no podía tocar con la banda, por compromisos con Lamb of God).
- Dirk Verbeuren: Batería (2016 - presente).
- James LoMenzo: Bajo y coros (2021 - presente).